# Krasnoarmeysky (huyện của Krasnodar)
Huyện Krasnoarmeysky (tiếng Nga: ? райо́н) là một huyện hành chính tự quản (raion), của Vùng Krasnodar, Nga. Huyện có diện tích 1906 kilômét vuông, dân số thời điểm ngày 1 tháng 1 năm 2000 là 101800 người. Trung tâm của huyện đóng ở Stanitsa Poltavskaya.